# 1691
1691 (MDCXCI) var ett normalår som började en måndag i den gregorianska kalendern och ett normalår som började en torsdag i den julianska kalendern.

## Händelser

### Februari
- 26–27 februari – Jönköping drabbas av en stadsbrand.[1]

### Juli
- 12 juli – Sedan Alexander VIII har avlidit den 1 februari väljs Antonio Pignatelli till påve och tar namnet Innocentius XII.

### Okänt datum
- Christopher Polhem demonstrerar en modell av en jättelik maskin för uppfordring av malm ur gruvor.
- Gymnasiet i Karlstad grundas.
- Sverige drabbas av missväxt.
- Michel Rolle bevisar Rolles sats.
- Engelbert Kaempfer återupptäcker ginkgoträdet i Japan.
- Barnängens manufaktur grundas i Stockholm.

## Födda
- 25 augusti – Alessandro Galilei, italiensk arkitekt.
- 28 augusti –Elisabeth Christina av Braunschweig-Wolfenbüttel, tysk-romersk kejsarinna.
- Peder Tordenskjold, dansk-norsk sjömilitär.
- Giovanni Paolo Pannini, italiensk konstnär

## Avlidna
- 1 februari – Alexander VIII, född Pietro Vito Ottoboni, påve sedan 1689.[2]
- 8 februari – Carlo Rainaldi, italiensk arkitekt.
- 14 augusti – Richard Talbot, brittisk earl och titulär hertig av Tyrconnel.
- 31 december – Robert Boyle, engelsk naturforskare.
- Bárbara Coronel, spansk skådespelare.

### Fotnoter
1. ↑  ”Årtal och händelser i Jönköping”. Arkiverad från originalet den 4 mars 2016. https://web.archive.org/web/20160304212124/http://maltell.se/historia/databas/search/kronologiviewmobil1600.php. Läst 9 december 2018.
2. ↑  ”Roman Catholic Church” (på engelska). World Statesmen. http://www.worldstatesmen.org/Catholic.html. Läst 23 november 2012.